# Mynydd Merthyr
Mynydd Merthyr är en ås i Storbritannien.   Den ligger i riksdelen Wales, i den södra delen av landet, 230 km väster om huvudstaden London.